# John Blount, III barón de Mountjoy
John Blount, III barón de Mountjoy (circa 1450 - 12 de octubre de 1485) fue un miembro de la nobleza en Inglaterra y soldado inglés.

## Vida
John Blount nació alrededor de 1450 en Rock, Worcestershire, siendo el segundo hijo de Walter Blount, 1er Barón Mountjoy, y su primera esposa, Helena Byron, hija de Sir John Byron de Clayton.

## Carrera
Blount fue nombrado Teniente de Hammes en el Pale de Calais el 6 de abril de 1470. El padre de Blount murió el 1 de agosto de 1474 y fue enterrado en los Greyfriars, Londres. Su hijo mayor y heredero, William Blount, había muerto de heridas recibidas en la Batalla de Barnet el 14 de abril de 1471, y el hijo menor de William, Edward, le sucedió como II barón de Mountjoy. Cuando Edward murió sin descendencia masculina el 1 de diciembre de 1476, John Blount heredó el baronato como el siguiente heredero varón.
Mountjoy fue armado caballero en enero de 1478 en el matrimonio del joven hijo de Eduardo IV, Ricardo de Shrewsbury, I duque de York. Cuando Ricardo III se convirtió en Rey, nombró a Mountjoy Condestable de Guînes, después de lo cual, según Horrox, Mountjoy 'dejó Hammes a su hermano menor, James, a quien se le había concedido el cargo conjuntamente con él en mayo de 1476'.
Para el 14 de agosto de 1484, Mountjoy estaba gravemente enfermo, y Sir Thomas Montgomery, quien más tarde se casó con la viuda de Mountjoy, fue autorizado para actuar como su delegado en Guînes, mientras que el hermano de Mountjoy, James Blount, asumió como capitán de Hammes. Entonces se desencadenó una tensa, incluso dramática confrontación dentro del Pale, con John Blount solo nominalmente al mando.
En 1484, James Blount se desafilió de Ricardo y se convirtió en partidario de Enrique de Richmond, el futuro Rey Enrique VII. Esto se hizo evidente para el Rey Ricardo cuando, más tarde ese año, ordenó el regreso a Inglaterra de John de Vere, XIII conde de Oxford, quien había estado preso en Hammes durante casi una década. Thomas Montgomery, quien estaba sustituyendo a Mountjoy, también se pasó al lado de Enrique.
James Blount había llevado a Oxford a la corte de Enrique, y en diciembre se montó un ataque en Hammes por parte de John Dynham, I barón de Dynham, capitán de Calais. En enero de 1485, Oxford, con Thomas Brandon, evacuó con éxito la fuerza de Hammes, incluida la esposa de Blount y su hermano, James Blount, y se unieron a Enrique.
Ricardo, al ver que la afinidad de William Hastings, I barón de Hastings (fallecido en 1483) se alejaba, negoció de manera inconsistente, con ofertas de perdones mezcladas con confiscaciones, y se trajo a John of Gloucester por encima de Dynham. James Blount y otros estaban con Enrique cuando invadió Inglaterra y se convirtió en Rey después de derrotar a Ricardo III en la Batalla de Bosworth.
Mountjoy hizo su testamento el 6 de octubre de 1485, legando a su segundo hijo, Rowland Blount, una cadena de oro con un león dorado engastado con diamantes, y a su hija, Constance, £100 para su dote. Instruyó a sus dos hijos a "vivir rectamente y nunca asumir el estado de barón si pueden dejarlo de lado, ni desear ser grandes cerca de los príncipes porque es peligroso". Murió seis días después, el 12 de octubre.
En 1488, la tutela de su hijo mayor y heredero, William Blount, IV barón de Mountjoy, fue otorgada a su hermano, James (f. 1492), tercer hijo de Walter Blount, I barón de Mountjoy.

## Matrimonio e hijos
ˈMountjoy se casó, alrededor de 1477, con Lora Berkeley (f. 1501), hija de Edward Berkeley (f. marzo de 1506) Castillo de Beverston, Gloucestershire, hijo de Sir Maurice de Berkeley y su esposa Lora FitzHugh, y Christian Holt (f. 1468), segunda hija y coheredera de Richard Holt, esquire, con quien tuvo dos hijos y dos hijas:
- William Blount, IV barón de Mountjoy.
- Rowland Blount, quien falleció en 1509 sin descendencia.
- Lora Blount (f. 1480).
- Constance Blount, quien se casó con Sir Thomas Tyrrell de Heron en East Horndon, Essex, hijo de Sir Thomas Tyrrell de Heron (f. 1512), con quien fue madre de John Tyrrell (f. 1540), esquire, Sir Henry Tyrrell (f. 20 de mayo de 1588), Sir William Tyrrell, Thomas Tyrrell, Charles Tyrrell y George Tyrrell.[9]

Después de la muerte de Mountjoy, su viuda, Lora (de soltera Berkeley), se casó en segundas nupcias, en 1485, con Sir Thomas Montgomery (f. 2 de enero de 1495) de Faulkbourne, Essex, con quien no tuvo descendencia, y en terceras nupcias con Thomas Butler, 7º Conde de Ormond, con quien tuvo una hija, Elizabeth Butler. Lora (de soltera Berkeley) fue enterrada en New Abbey, Londres, junto con su segundo esposo..